# Gustav Meier
Gustav Meier (13 de agosto de 1929 - 26 de mayo de 2016)  fue un director de orquesta nacido en Suiza. Se desempeñó como director del Programa de Dirección de Orquesta del Instituto Peabody de la Universidad Johns Hopkins,  además de ejercer durante más de 40 años (1972 - 2013) como director musical de la Greater Bridgeport Symphony Orchestra en Connecticut. 

## Biografía
Gustav Meier nació en Wettingen (Suiza), un pequeño pueblo a orillas del Río Limmat a 13 kilómetros de la frontera con Alemania. Crecer en la neutral Suiza durante el ascenso de Hitler y la Segunda Guerra Mundial tuvo una profunda influencia en él, ya que, como muchos ciudadanos suizos tenían la sensación perpetua de que una invasión alemana era inminente.
A los cinco años, su madre le regaló una trompeta y le enseñó a tocar “Silent Night” como regalo de Navidad para su padre, August Meier, un capataz de una fábrica que tocaba la corona en la caballería suiza y en la banda local y estaba encantado de que su hijo mostrara talento musical y lo inscribió en lecciones con el instructor de banda de su infancia. A la edad de seis años, August compró un viejo piano para su esposa Margarit, en el que Gustav y su madre tomaron lecciones de piano juntos.
A los 15 años, Gustav ingresó al Conservatorio como estudiante de piano y trompeta y dos años más tarde, en 1947, se convirtió en el acompañante de un famoso trío vocal suizo de jazz y canto yodel que estuvo de gira por Europa durante un año.
Después de que una enfermedad respiratoria pusiera fin a su forma de tocar la trompeta, tocó en una orquesta de foso de 13 músicos para un pequeño teatro de ópera y fue allí donde descubrió su vocación como dirección de orquesta, lo que le impulsó a reingresar al Conservatorio de Música de Zúrich para recibir dos años de formación en esta materia.
Tras graduarse en el Conservatorio de Zúrich, Meier continuó sus estudios en la Academia de Música de Viena, más tarde rebautizada como Universidad de Música y Arte Dramático de Viena, donde estudió con el maestro Hans Swarowsky. Otros estudiantes de Swarowsky incluyeron a Claudio Abbado, Mariss Jansons, Zubin Mehta, Ádám Fischer, Iván Fischer, Jesús López-Cobos y Giuseppe Sinopoli. Meier completó su formación en la Academia Chigiana Siena. Comenzó su carrera en la Ópera de Lucerna, seguida de varias temporadas en la Ópera de Cámara de Viena y la Ópera de Zúrich. En los Estados Unidos, su talento operístico fue rápidamente reconocido, ya que pronto dirigió las óperas de Nueva York, Santa Fe, Miami, Minnesota, San Francisco y otras.
Dirigió orquestas en todo el mundo, incluidas las Orquestas Sinfónicas Zúrich Tonhalle, São Paulo, China National, Pittsburgh, Colorado y Alabama, Compañías de Ópera de la ciudad de Nueva York, Santa Fe, Miami, San Francisco, Zurich y Minnesota y las Orquestas de la Ópera Estatal de Budapest y Viena. Su innovadora dirección artística le valió a Meier elogios de la crítica en este país y en el extranjero. Las producciones que recibieron cobertura nacional incluyeron El progreso del libertino de Stravinsky, en la que colaboró con el director de cine Robert Altman, Songs of Innocence and Experience de William Bolcom, que dirigió en Ann Arbor (estreno en Estados Unidos) y en el Grant Park de Chicago, y All Good Boys Deserve Favour de André Previn, una obra de Tom Stoppard para actores y orquesta sinfónica.
Entre 1978 a 2006, Gustav Meier fue director musical y director de orquesta de la Greater Lansing Symphony Orchestra en Lansing (Michigan). Al retirarse de este puesto después de 28 temporadas, se le otorgó el honor de director musical emérito. La temporada 2012-2013, su 41.ª temporada como director musical de la Greater Bridgeport Symphony en Bridgeport (Connecticut), fue su última temporada allí. Se desempeñó también como director del Programa de Graduados en Dirección del Instituto Peabody en Baltimore.
Considerado uno de los profesores de dirección más importantes del mundo, Gustav Meier trabajó en las facultades de música de la Universidad de Yale (1960-1973), donde se convirtió en el profesor a tiempo completo más joven en la historia de la escuela, la Escuela de Música Eastman (1973-1976),  y la Universidad de Michigan en Ann Arbor (1976-1995).  También formó parte del cuerpo docente de los cursos de verano del Tanglewood Music Center de 1980 a 1996. El programa seleccionó a los mejores estudiantes internacionales según André Previn, un invitado frecuente en las clases de Meier, junto con Leonard Bernstein. La conexión original de Meier con Tanglewood se remonta a 1957 y 1958, cuando él mismo fue elegido miembro de dirección y ganó los principales premios. Fue miembro de una de las clases de dirección más notables en la historia del Tanglewood Music Center, una que incluía a Claudio Abbado, Zubin Mehta y David Zinman. Impartió regularmente clases magistrales de dirección en América del Norte, Europa y Asia. 
Sus alumnos han actuado con todas las orquestas y compañías de ópera más importantes del mundo, y algunos de ellos se desempeñaron como directores musicales de ilustres instituciones musicales. Entre ellos se encuentran el fallecido Yakov Kreizberg (ganador del primer premio del concurso Stokowski, director musical de la Orquesta Filarmónica de Montecarlo, Filarmónica de los Países Bajos y director principal de la Orquesta Sinfónica de Bournemouth); John Mauceri (Director musical American Symphony Orchestra, Washington Opera, Scottish Opera, Pittsburgh Opera, Teatro Regio di Torino y Hollywood Bowl Orchestra) Marin Alsop (Directora musical Baltimore Symphony y Cabrillo Festival), la primera mujer en ser nombrada directora musical de una importante orquesta estadounidense; Michael Repper (el director de orquesta estadounidense más joven en ganar el premio Grammy a la mejor interpretación orquestal ); Alexander Frey (Director Musical Orquesta Filarmónica de Roma, Berliner Ensemble, Orquesta Sinfónica de Bohemia, Orquesta de Cámara Stern); Carl St. Clair (Director Musical Komische Oper Berlin y Orquesta Sinfónica del Pacífico); Antonio Pappano (Director Musical Royal Opera Covent Garden y Orquesta Nacional de Santa Cecilia); Rico Saccani (Ganador del Primer Premio del Concurso Karajan y Director Musical de la Orquesta Filarmónica de Budapest); Jun Märkl (director musical del Teatro Nacional de Mannheim y de la Orquesta Sinfónica Nacional de Lyon); Bundit Ungransee (co-ganador del primer premio del concurso de dirección Lorin Maazel y principal director invitado de la Orquesta Filarmónica de Seúl); Mark Gibson (Director de Orquesta y Ópera del Conservatorio de Cincinnati); Benjamin Loeb (Director Taller y Festival Internacional); y, por supuesto, Bobby McFerrin (varios conjuntos, incluida la Orquesta Filarmónica de Viena). Otros estudiantes han ganado primeros premios en prestigiosos concursos de dirección: Karajan en Berlín, Stokowski y Lorin Maazel en la ciudad de Nueva York, el Primer Concurso Internacional de Dirección Eduardo Mata en la Ciudad de México, el Concurso Internacional Mario Gusella en Pecara, Italia, y el Sergei Concurso de dirección de Prokófiev en San Petersburgo, Rusia.

## Premios y honores
- 1982: Premio al Logro Docente Distinguido, Universidad de Michigan en Ann Arbor [4]
- 1988: Premio de Enseñanza Luise Vosgerchian, Universidad de Harvard
- 1995: Premio Ditson de Dirección de la Universidad de Columbia
- 1999: Premio Max Rudolf, Sindicato de Directores de orquesta de América
- 1999: Doctor en Derecho, título honorífico de la Universidad de Fairfield
- 2003: Doctor en Música, título honorífico de Kalamazoo College
- 2005: Doctor en Bellas Artes, título honorario de la Universidad Estatal de Michigan

## Obras publicadas
- La partitura, la orquesta y el director (Oxford University Press, 2009) [5]